# Ты с ума сошла, Мадикен!
«Ты с ума сошла, Мадикен!» (швед. Du är inte klok, Madicken) — шведский детский фильм по мотивам книг Астрид Линдгрен о Мадикен, снятый в 1979 году режиссёром Йораном Граффманом. Премьера фильма состоялась в кинотеатре «Спегельн» в Гётеборге 13 декабря 1979 года.

## Сюжет
Мадикен живёт в маленьком городке в центральной Швеции в 1916—1919 годы. Она живёт со своей матерью Кайсой, отцом Юнасом, младшей сестрой Лисабет и служанкой Альвой в доме под названием Юнибаккен. Пришла весна и светит солнце, Мадикен сияет и чувствует, как в ней играет жизнь, а именно — прекрасные новые красные сандалии. Она хочет надеть их, когда пойдёт к майскому костру, но мама ей не разрешает. Она все равно надевает их. «Ты с ума сошла, Мадикен!» — говорит ей сестрёнка Лисабет.
Мадикен не очень любит свою одноклассницу Мию — она самая глупая и вредная девочка в школе. Однажды в споре Мия взяла Мадикен на слабо, предложив ей пройти по школьной крыше. Мадикен принимает вызов, но, пока никто не видит, Миа похищает кошелёк учителя. На следующий день она угощает всех, кроме Мадикен, шоколадными конфетами и дарит красивые закладки. Она говорит, что получила деньги от своего отца из Стокгольма. Когда всё раскрывается, учитель наказывает её, ударив тростью, но Мадикен защищает её. Вечером Мия отдаёт последнюю конфету Мадикен.
Мадикен подцепила в школе вшей. Мама и Альва решают потравить вшей сабадилловым[неизвестный термин] уксусом, а Мадикен приглашает Мию и её младшую сестру Маттис в Юнибаккен, чтобы тоже избавиться от вшей. После «вошебойки» папа рассказывает Мадикен и Лисабет, что у них будет братик или сестричка. Девочки надеются, что у них будет братик.
Когда к ним в город прибывает лётчик на аэроплане, Мадикен получает шанс полетать, но уступает его своему другу, мальчику Аббе, зная, как он любит летательные аппараты.
После, упав в реку, Аббе получает пневмонию, и Мадикен очень беспокоится за него. К счастью, он поправляется.
Когда семья Энгстрём отправляется на осенний бал к жене бургомистра, они берут с собой Альву, чем бургомистерша очень недовольна. Она устраивает всё так, чтобы ни один джентльмен не пригласил Альву на танец, но на помощь приходит трубочист. Затем одновременно наступает день Деда Мороза и аиста. Мадикен и Лисабет недовольны: неужели братик не мог бы родиться в более подходящий день? Когда наступает рождественское утро, папа сообщает им, что ребёнок родился; правда, это вовсе не братик…

## О фильме
После съёмок фильма «Братья львиное сердце», Улле Хелльбум решил покинуть режиссёрское кресло и участвовать в создании фильмов о Мадикен в качестве продюсера. Йоран Граффман проделал прекрасную работу над сериалом «Белый камушек», и был выбран в качестве режиссёра «Мадикен».
Съёмки фильма проходили на ферме Йерста (которая изображала Юнибаккен) в нескольких милях от Ваттхольма. Сцены города были сняты в Сёдерчёпинге.

## В ролях
- Йонна Лильендаль — Мадикен
- Лив Альстерлунд — Лисабет
- Моника Нурдквист — мама Кайса
- Бьёрн Гранат — папа Юнас
- Лис Нильхейм — Альва
- Себастиан Хоканссон — Аббе
- Аллан Эдвалль — дядя Нильссон
- Биргитта Андерссон — тётя Нильссон
- Филлье Люкков — учительница
- Ивонн Люмбард — жена бургомистра
- Фредрик Ульссон — бургомистр
- Тед Острём — трубочист
- Черстин Ханссон — Мия
- Сесилия Орландо Вилльберг — Маттис
- Ханс Петтерссон — Виктор
- Микаэль Эрикссон — Мартин
- Дан Мель — Элоф
- Анна Энгваль — Анна-Лиса
- Сиф Рууд — Линус Ида
- Бьёрн Густафсон — доктор Берглунд
- Карин Миллер — акушерка
- Ян Нигрен — старший учитель